# Nove Hreakove, Ciutove
Nove Hreakove (în ucraineană Нове Грякове) este un sat în comuna Hreakove din raionul Ciutove, regiunea Poltava, Ucraina.

## Demografie
Componența lingvistică a localității Nove Hreakove
     Ucraineană (92,31%)
     Rusă (7,18%)
     Alte limbi (0,51%)
Conform recensământului din 2001, majoritatea populației localității Nove Hreakove era vorbitoare de ucraineană (92,31%), existând în minoritate și vorbitori de rusă (7,18%).